# ジャーメイン・テイラー
ジャーメイン・テイラー（Jermain Taylor、1978年8月11日 - ）は、アメリカ合衆国の元プロボクサー。アーカンソー州リトルロック出身。元WBAスーパー・WBC・IBF・WBO世界ミドル級統一王者。史上2人目の主要4団体統一王者｡
妻はWNBAプレーヤーのエリカ・スミス。ニックネームはバッド・インテンション（邪悪な意思）。アメリカ合衆国代表としてシドニーオリンピックに出場しライトミドル級で銅メダルを獲得した。

## 来歴

### 幼少・アマチュア時代
1978年にアーカンソー州の貧しい家庭に生まれた。父親は彼が5歳のときに彼と彼の母親と3歳年下の妹の3人を残して家庭を捨てた。その後、母親は2人の幼い子どもを育てるためフルタイムの看護師として働かなければならなくなり、家事および妹の世話をジャーメインが行っていた。13歳の時に元ボクサーだった叔父に勧められてボクシングジムに通うようになった。ボクシングを始めると直ぐにその才能を開花させ、アマチュアボクシングの世界で頭角を現していった。アマチュアボクシングでの全米チャンピオンにもなり、2000年のシドニーオリンピック米国代表となって銅メダルを獲得した。

### プロボクサー時代
アマチュアでオリンピックのメダルを獲得し、プロデビュー時からアメリカのボクシング界で注目の的だった。
2001年1月27日、マディソン・スクエア・ガーデンでプロデビューする。プロボクサーとなってからも全勝を続け2003年8月8日には空位のWBCアメリカ大陸ミドル級王座を獲得した。
2005年7月16日、オスカー・デ・ラ・ホーヤを破ってWBA・WBC・IBF・WBOの主要4団体の王座を史上初めて統一したバーナード・ホプキンスと対戦し、12回2-1（2者が115-113、112-116）の判定勝ちを収め、WBA・WBC・IBF・WBOの主要4団体の史上2人目の主要4団体の統一王者となった。しかし、この試合は判定をめぐって議論が交わされたため、テイラーは明確な勝利を収めるために2005年12月3日にホプキンスとの再戦に臨んだ。この試合を実現するために彼は同年10月11日にIBF世界ミドル級王座を返上した。結果は12回3-0（3者共115-113）の判定で勝ちを収め、WBA・WBC・WBO王座の初防衛に成功した。
2006年6月17日、元WBAスーパーWBC・IBF世界スーパーウェルター級王者のロナルド・ライトと対戦し、12回1-1（115-113、113-115、114-114）の判定で引き分けたがWBAへの認定料の支払いを拒否した為WBAスーパー王座の防衛は認められなかったものの、WBC王座とWBO王座は共に2度目の防衛に成功した。
2006年12月14日、テイラーがWBA世界ミドル級正規王座フェリックス・シュトルムと王座統一戦を行おうとせず、ハビエル・カスティリェホが正規王者になっても王座統一戦をせず、マリアノ・カレラが正規王者となっても（カレラがカスティリェホに勝利し王座を獲得するも、カレラから違反薬物のクレンブテロール検出され、カスティリェホに王座が差し戻される前の話である。）王座統一戦をしようとしない為、WBA世界ミドル級スーパー王座を剥奪された。
2007年5月19日、IBF世界スーパーウェルター級王者のコーリー・スピンクスと対戦し、12回2-1（111-117、115-113、117-111）の判定勝ちを収めWBC王座とWBO王座は共に4度目の防衛に成功した。
2007年9月29日、ケリー・パブリクに2回にダウンを奪いながら、プロ初黒星となる7回2分14秒TKO負けを喫し、WBC王座とWBO王座は共に5度目の防衛に失敗、王座から陥落した。
2008年2月16日、166ポンドのキャッチウェイトのノンタイトル戦でWBC・WBO世界ミドル級統一王者のケリー・パブリクと5ヵ月ぶりに再戦し、12回0-3（112-116、111-117、113-115）の判定負けを喫し前戦の借りを返せなかった。
2009年4月25日、WBC世界スーパーミドル級王者カール・フローチと対戦し、12回2分46秒TKO負けを喫し王座獲得に失敗した。
2009年10月に開始したSuper Six World Boxing Classicに参加。10月17日、グループステージ1でアルツール・アブラハムと対戦し、12回2分54秒KO負けを喫した。重度の脳震盪を起こしていたため病院に運ばれ、脳に小さな出血が見つかり、試合の詳細を思い出せなかったことで短期記憶障害と診断された。
2010年1月、「私はボクシングを暫くのあいだ休みます。Super Six World Boxing Classicを棄権することにした。20年近くボクシングをやってきたから、私の体と精神は休息を必要としてるんだ。」としてSuper Sixを棄権することを発表した。
テイラーのプロモーターであったルー・ディベラはテイラーの健康を気遣いテイラーのプロモーターから身を引いている。
2011年12月30日、約1年ぶりの復帰戦、カリフォルニア州カバゾンのモロンゴ・リゾート・カジノ&スパでジェシー・ニックロウと対戦し、8回36秒TKO勝ちを収めた。重度の脳震盪と軽い脳出血が見つかった後の復帰だったことで、コミッションから追加の健康検診を要求されそれをパスした上で試合ライセンスの許可を受けた。
2012年4月20日、ミシシッピ州ビロクシのボー・リヴァージュ・リゾート＆カジノでカレブ・トルアックスと対戦し、10回3-0（98-91、97-92、97-94）の判定勝ちを収めた。
2012年10月12日、ミズーリ州セントチャールズのアメリスター・カジノ・セントチャールズでラウル・ムニョスと対戦し、2回1分5秒KO勝ちを収めた。
2013年12月14日、テキサス州サンアントニオのアラモドームでファン・カルロス・カンデロと対戦し、7回2分58秒TKO勝ちを収めた。この試合はコミッションがさらに厳しい検診を要求したため、世界的なクリニックでの検診をパスして挑んだ試合であった。
2014年10月8日、ミシシッピ州ビロクシのボー・リヴァージュ・リゾート＆カジノでIBF世界ミドル級王者サム・ソリマンに挑戦し、12回3-0（116-111、115-109、116-109）の判定勝ちを収め7年振りに王座に返り咲いた。テイラーはこの試合の約1ヶ月前に従弟の男性へ発砲した疑いで逮捕されていた。保釈金25000ドルを支払い釈放され、この対戦に向けたトレーニングも裁判所から許可されたとはいえ、第一級家庭内暴行容疑及び、加重暴行容疑の重罪で保釈中の身であったため、法律的にも倫理的にも実現が危ぶまれた一戦だった。
2014年11月20日、従兄弟の男性へ発砲した事件で第一級暴行容疑などで最大26年の求刑で起訴されたが、後に全ての容疑を認めて執行猶予6年の判決が下された。
2015年1月19日、地元アーカンソー州リトルロックで、男性に向けて発砲し怪我をさせ、男性と一緒にいた男性の妻と子供にも拳銃を向けて脅したとして逮捕され、その際に隠し持っていたマリファナも見つかった。これによって、同年2月6日に予定していた元WBC世界スーパーウェルター級王者のセルヒオ・モラとの間で行う予定だった初防衛戦が中止となった。その後、精神病院へ移送され精神鑑定を受ける事になった。
2015年2月6日、IBFから王座を剥奪された。
2015年3月3日、薬物依存治療のため、裁判所にリハビリ施設行きを命じられた。
2015年5月13日、リハビリ施設で入所者の男性に暴力を振るったとして逮捕される。男性は顔など5箇所を骨折して集中治療室に運び込まれ緊急処置を受るほどの重傷だった
。
2017年6月23日、銃撃された従弟が起こした損害賠償訴訟にテイラーが出廷せず、テイラー敗訴の判決が下された。訴えによると、2014年8月26日にテイラーが車に傷を見つけ従弟の男性を問い詰めるが、男性が自分がつけた傷ではないと否定すると、テイラーはいきなり自宅から拳銃を持ち出して、「嘘をつくなら殺すぞ」と男性と男性の子供に向けて発砲、男性と子供はテイラーの車で現場から逃げ、近くの雑貨店で警察に助けを求めた。男性は体内に弾丸が残っているが手術をすれば生命の危険にさらされることになるため摘出することが出来ず、膨大な医療費の為に借金にも苦しんでるという。また、テイラーの代わりに出席した代理人によると、テイラーは破産状態で弁護士を雇うことも出来ないとのこと。
2017年7月18日、恋人と口論になり、家を出て行こうとした恋人を殺してやると脅して顔や腕に噛み付いたとして逮捕された。しかし、この原告が検察と連絡を絶ち、出廷をしなかったため2018年8月14日に検察官によって訴えが取り下げられた。
2018年8月30日、女性を殴り、喉にナイフを突きつけて殺すと脅したとして逮捕された。
2018年11月29日、54,500ドル（約590万円）の子供の養育費を滞納したとして逮捕された。

## 戦績
- プロボクシング：38戦 33勝 (20KO) 4敗 1分

| 戦           | 日付           | 勝敗 | 時間     | 内容    | 対戦相手                   | 国籍             | 備考                                                                                            |
| ------------ | -------------- | ---- | -------- | ------- | -------------------------- | ---------------- | ----------------------------------------------------------------------------------------------- |
| 1            | 2001年1月27日  | ☆    | 4R 0:16  | TKO     | クリス・ウォルス           | アメリカ合衆国   | プロデビュー戦                                                                                  |
| 2            | 2001年4月7日   | ☆    | 2R 2:28  | TKO     | ケニー・スタッブス         | バハマ           |                                                                                                 |
| 3            | 2001年5月8日   | ☆    | 4R       | 判定3-0 | アントニオ・バーカー       | アメリカ合衆国   |                                                                                                 |
| 4            | 2001年6月23日  | ☆    | 4R       | 判定3-0 | マービン・スミス           | バハマ           |                                                                                                 |
| 5            | 2001年8月11日  | ☆    | 5R 1:25  | TKO     | エフレイン・ガルシア       | アメリカ合衆国   |                                                                                                 |
| 6            | 2001年11月2日  | ☆    | 2R 1:54  | TKO     | デーブ・ハミルトン         | アメリカ合衆国   |                                                                                                 |
| 7            | 2001年11月23日 | ☆    | 4R 0:17  | TKO     | アンドラ・ホワイト         | アメリカ合衆国   |                                                                                                 |
| 8            | 2002年3月15日  | ☆    | 3R 0:16  | TKO     | ロン・カーネル             | アメリカ合衆国   |                                                                                                 |
| 9            | 2002年4月27日  | ☆    | 6R       | TKO     | ジョー・ガルシア           | アメリカ合衆国   |                                                                                                 |
| 10           | 2002年6月15日  | ☆    | 8R       | 判定3-0 | グレディー・ブリュワー     | アメリカ合衆国   |                                                                                                 |
| 11           | 2002年8月17日  | ☆    | 10R      | 判定3-0 | サム・ヒル                 | アメリカ合衆国   |                                                                                                 |
| 12           | 2002年11月9日  | ☆    | 4R 2:23  | TKO     | ジョニー・リベラ           | プエルトリコ     |                                                                                                 |
| 13           | 2002年12月20日 | ☆    | 1R 0:52  | TKO     | キース・シムズ             | アメリカ合衆国   |                                                                                                 |
| 14           | 2003年1月30日  | ☆    | 2R 0:40  | TKO     | ライオネル・オルティス     | プエルトリコ     |                                                                                                 |
| 15           | 2003年3月31日  | ☆    | 5R 2:12  | TKO     | マルコス・プリメラ         | ベネズエラ       |                                                                                                 |
| 16           | 2003年5月17日  | ☆    | 4R 2:37  | TKO     | ニコラス・セルベラ         | コロンビア       |                                                                                                 |
| 17           | 2003年8月8日   | ☆    | 12R      | 判定3-0 | アルフレッド・クエバス     | アメリカ合衆国   | WBCアメリカ大陸ミドル級王座決定戦                                                               |
| 18           | 2003年11月8日  | ☆    | 7R 1:42  | TKO     | ロザリオ・マルチネス       | ドミニカ共和国   |                                                                                                 |
| 19           | 2004年1月9日   | ☆    | 1R 0:54  | TKO     | アレックス・リオス         | アメリカ合衆国   |                                                                                                 |
| 20           | 2004年3月27日  | ☆    | 7R 2:17  | TKO     | アレックス・ブネマ         | コンゴ民主共和国 | WBCアメリカ大陸防衛1                                                                            |
| 21           | 2004年6月19日  | ☆    | 9R 終了  | TKO     | ラウル・マルケス           | アメリカ合衆国   | WBCアメリカ大陸防衛2                                                                            |
| 22           | 2004年12月4日  | ☆    | 12R      | 判定3-0 | ウィリアム・ジョッピー     | アメリカ合衆国   | WBCアメリカ大陸防衛3                                                                            |
| 23           | 2005年2月19日  | ☆    | 3R 2:26  | TKO     | ダニエル・エドゥアルド     | ハイチ           |                                                                                                 |
| 24           | 2005年7月16日  | ☆    | 12R      | 判定2-1 | バーナード・ホプキンス     | アメリカ合衆国   | WBAスーパー・WBC・IBF・WBO世界ミドル級タイトルマッチ WBA・WBC・IBF・WBO・リングマガジン王座獲得 |
| 25           | 2005年12月3日  | ☆    | 12R      | 判定3-0 | バーナード・ホプキンス     | アメリカ合衆国   | WBA防衛1・WBC防衛1・WBO防衛1                                                                    |
| 26           | 2006年6月17日  | △    | 12R      | 判定1-1 | ロナルド・ライト           | アメリカ合衆国   | WBC防衛2・WBO王座防衛2                                                                          |
| 27           | 2006年12月9日  | ☆    | 12R      | 判定3-0 | カシム・オウマ             | ウガンダ         | WBC防衛3・WBO王座防衛3                                                                          |
| 28           | 2007年5月19日  | ☆    | 12R      | 判定2-1 | コーリー・スピンクス       | アメリカ合衆国   | WBC防衛4・WBO王座防衛4                                                                          |
| 29           | 2007年9月29日  | ★    | 7R       | TKO     | ケリー・パブリク           | アメリカ合衆国   | WBC王座陥落・WBO王座陥落                                                                        |
| 30           | 2008年2月16日  | ★    | 12R      | 判定0-3 | ケリー・パブリク           | アメリカ合衆国   |                                                                                                 |
| 31           | 2008年11月15日 | ☆    | 12R      | 判定3-0 | ジェフ・レイシー           | アメリカ合衆国   | WBC世界スーパーミドル級挑戦者決定戦                                                             |
| 32           | 2009年4月25日  | ★    | 12R 2:46 | TKO     | カール・フローチ           | イギリス         | WBC世界スーパーミドル級タイトルマッチ                                                           |
| 33           | 2009年10月17日 | ★    | 12R 2:54 | KO      | アルツール・アブラハム     | ドイツ           | Super Six World Boxing Classic                                                                  |
| 34           | 2011年12月30日 | ☆    | 8R 0:36  | TKO     | ジェシー・ニックロウ       | アメリカ合衆国   |                                                                                                 |
| 35           | 2012年4月20日  | ☆    | 10R      | 判定3-0 | カレブ・トルアックス       | アメリカ合衆国   |                                                                                                 |
| 36           | 2012年10月12日 | ☆    | 2R 1:05  | KO      | ラウル・ムニョス           | アメリカ合衆国   |                                                                                                 |
| 37           | 2013年12月14日 | ☆    | 7R 2:58  | TKO     | ファン・カルロス・カンデロ | コロンビア       |                                                                                                 |
| 38           | 2014年10月8日  | ☆    | 12R      | 判定3-0 | サム・ソリマン             | オーストラリア   | IBF世界ミドル級タイトルマッチ                                                                   |
| テンプレート |                |      |          |         |                            |                  |                                                                                                 |

## 獲得タイトル
- WBA世界ミドル級スーパー王座(防衛1=剥奪)
- WBC世界ミドル級王座(防衛4)
- IBF世界ミドル級王座(1期目:防衛0=返上、2期目:防衛0=剥奪)
- WBO世界ミドル級王座(防衛4)
- リングマガジン世界ミドル級王座